# Drömmarnas jul
Drömmarnas jul, även Julönskningen, (danska: Juleønsket) är en dansk julkalender, som visades i TV 2 julen 2015 och visades i TV 4 och på C More julen 2021. Serien regisserades av Carsten Myllerup, och producerades för TV 2 av Cosmo Film. Julkalendern handlar om flickan Julie vars stora önskan att fira jul med hela sin familj, hörs av den unga änglaaspiranten Rafi, som tillsammans med andra änglar försöker bekämpa en farlig demon.
Serien markerar 25 år sedan TV 2:s första julkalender.
Serien består av 24 avsnitt på runt 25 minuters längd och medverkar gör bland annat Olivia Hillingsøe, Jonathan Lindinger, Helmer Solberg, Marie Hammer Boda och Pelle Falk Krusbæk.

## Handling
Serien handlar om 11-åriga Julie som får veta att sin mamma och pappa kommer arbeta på julafton och att hennes storasyster vill fira jul med sin biologiska mamma istället. Julie önskar innerligt att få fira jul med hela sin familj. Änglarna som hör hennes önskan skickar den ohyfsade ängeln Raphael, eller Rafi som han vill kalla sig själv, för att hjälpa Julie uppfylla sin önskan. Samtidigt upptäcker änglarna ett mystiskt åsknedslag som förstör skolans julgran. Väktaränglarna Gabi och Michael skickas ner för att undersöka om det kan vara en demon som har kommit tillbaka.

## Medverkande
| Roll           | Skådespelare            | Svensk röst               | Beskrivning                                                                               |
| -------------- | ----------------------- | ------------------------- | ----------------------------------------------------------------------------------------- |
| Julie          | Olivia Hillingsø        | Juni Kinell               | huvudpersonen, som önskar fira jul med sin familj                                         |
| Rafi / Raphael | Jonathan Lindinger      | Theodor Strid             | en ung ängel som skickas till människornas värld för att hjälpa Julie uppfylla sin önskan |
| Willy          | Helmer Solberg          | Rasmus Liljeholm Güettler | Julies goda vän                                                                           |
| Mie            | Marie Hammare Boda      | Hanna Bhagavan            | Julies styvstorasyster                                                                    |
| Toke           | Pelle Falk Krusbæk      | Albin Modin               | Julies 9-åringa halvlillebror                                                             |
| Vigdis         | Signe Skog              | Rakel Wärmländer          | Julies mamma                                                                              |
| Karsten        | Esben Dalgaard Andersen | Patrik Grönlund           | Julies halvpappa, som hon tills avsnitt 7 trodde var hennes biologiska pappa              |
| Gabi           | Marijana Jankovic       | Malin Güettler            | vaktarängel                                                                               |
| Michael        | Allan Hyde              | Ludwig Westman            | vaktarängel                                                                               |
| Mette          | Lærke Winther Andersen  | Malin Güettler            | Willys mamma                                                                              |
| Jack / Asbjörn | Johan Olsen             | Anders Öjebo              | vaktmästare på skolan och Julies biologiska pappa                                         |
| Signe          | Neel Rønholt            | Carla Abrahamsen          | klassens lärare                                                                           |
| Ole Pehrsson   | Troels Malling          |                           | idrottslärare                                                                             |
| Saraquel       | Sonja Oppenhagen        |                           | ärkeängel                                                                                 |
| Zacharias      | Morten Suurballe        | Jakob Stadell             | ärkeängel                                                                                 |
| Uriel          | Donald Andersen         |                           | ärkeängel                                                                                 |
| Atlas Berg     | Christian Tafdrup       |                           | skådespelare                                                                              |
| Baalios        | Rasmus Botoft           |                           | demon                                                                                     |
| Charlotte      | Mia Lyhne               |                           | Mies mamma                                                                                |

- Övriga svenska röster – Leon Pålsson Sälling, Lizette Pålsson, Ludvig Törner, Malva Goldmann, Victor Segell
- Berättare – Daniel Goldmann
- Översättning – Nils Janason
- Regissör – Joakim Elfgren
- Svensk version producerade av lyuno-SDI Group för C More[4]

## Produktion
Serien spelades in i Nyborg på Fyn med start den 2 mars 2015.

## Mottagande
Julkalendern blev väl mottagen med positiva recensioner där flera avsnitt sågs av över 1 miljoner tittare.

## Avsnitt
| Nr | Originaltitel         | Svensk titel          |
| -- | --------------------- | --------------------- |
| 1  | Julies ønske          | Julies önskan         |
| 2  | Den hjemløse engel    | Den hemlösa ängeln    |
| 3  | Rafis nye familie     | Rafis nya familj      |
| 4  | Julekonkurrencen      | Jultävlingen          |
| 5  | Byggedag              | Byggdag               |
| 6  | Bagholdsangreb        | Bakhåll               |
| 7  | Skytsenglen           | Skyddsängeln          |
| 8  | Hemmeligheder         | Hemligheter           |
| 9  | Rafis valg            | Rafis val             |
| 10 | Jeg så julemanden     | Jag såg jultomten     |
| 11 | Baalios               | Baalios               |
| 12 | Dæmonmærket           | Demonmärket           |
| 13 | Lucia                 | Lucia                 |
| 14 | Gabis Styrke          | Gabis kraft           |
| 15 | Indbrud               | Inbrott               |
| 16 | Lus fra Egypten       | Baciller från Egypten |
| 17 | Jack og Verdenskortet | Jack och världskartan |
| 18 | Hemmelig Mission      | Hemligt uppdrag       |
| 19 | Baalios' Grotte       | Baalios grotta        |
| 20 | Asbjørn               | Asbjörn               |
| 21 | Gå med styrken        | Gå med kraften        |
| 22 | Dæmonhjertet          | Demonhjärtat          |
| 23 | Det store opgør       | Den stora uppgörelsen |
| 24 | Glade jul             | God jul               |